# (2551) Декабрина
(2551) Декабрина (лат. Decabrina) — типичный астероид главного пояса, открыт 16 декабря 1976 года советским астрономом Людмилой Черных в Крымской астрофизической обсерватории и 26 мая 1983 года назван в честь декабристов.

## Обнаружение и именование
(2551) Декабрина
Открыт 16 декабря 1976 года в Научном Л. И. Черных.
Назван в память о революционной группе дворян, возглавившей восстание против царского самодержавия и рабства в 1825 году.
Оригинальный текст (англ.)2551 Decabrina
Discovered 1976-12-16 by Chernykh, L. at Nauchnyj.
Named in memory of the revolutionary group of noblemen that led the uprising against tsarist autocracy and servitude in 1825.
Источники: DISCOVERY.DB; M.P.C. 7947.

## Орбита

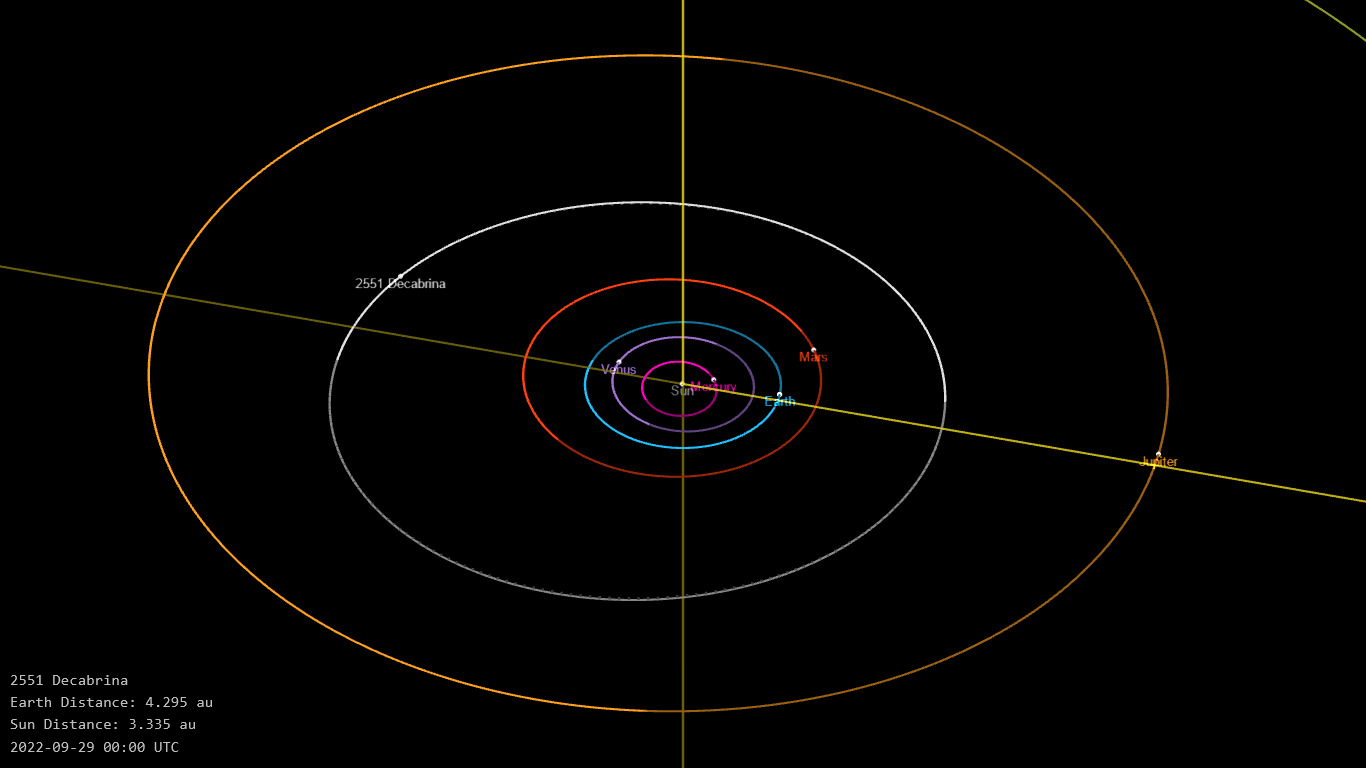
Орбита астероида Декабрина и его положение в Солнечной системе

## Физические характеристики
Астероид относится к таксономическому классу C.
По результатам наблюдений в видимом и ближнем инфракрасном диапазоне космического телескопа NEOWISE диаметр астероида сначала оценивался равным 15,739±0,150 км, позже — 12,03±4,11 км. Согласно тем же источникам альбедо оценивается как 0,0644±0,0017, 0,10±0,08 и 0,064±0,002.